# Amicale de Mauthausen
Die Amicale de Mauthausen ist ein französischer Verein zur Erinnerung an die Geschichte des Konzentrationslagers Mauthausen.

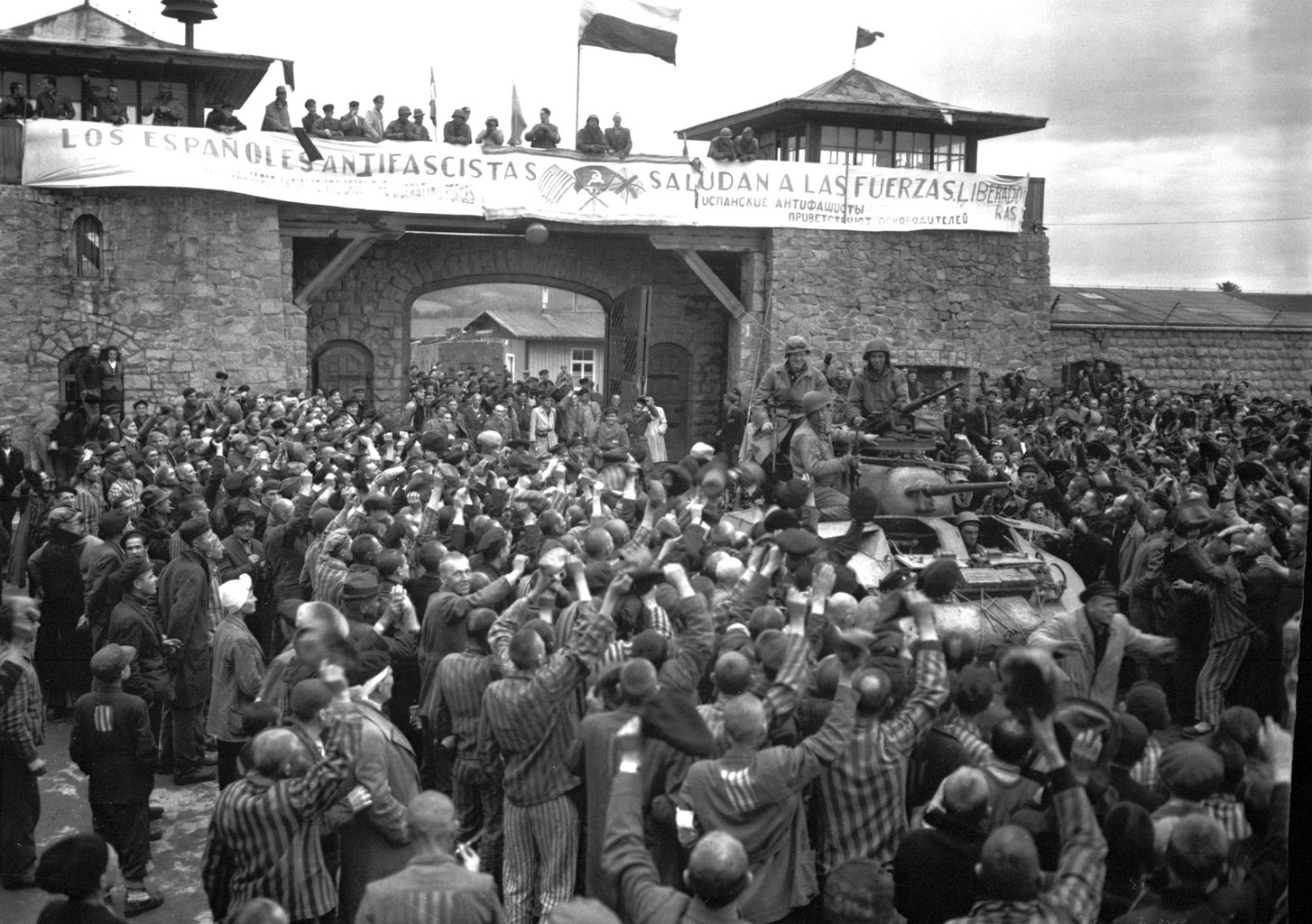
KZ Mauthausen bei der Befreiung durch die US-Armee

## Geschichte
Gleich nach Ende des Zweiten Weltkriegs, am  1. Oktober 1945, wurde die Institution mit dem vollen Namen L’Amicale  des déportés politiques de la Résistance de Mauthausen et de ses kommandos dépendants als Häftlingsvereinigung gegründet. Die Gründungsmitglieder waren vor allem die Überlebenden des KZ Mauthausen und dessen Außenlager (Die Nebenlager hießen z. T. auch Außenkommandos).

## Aufgaben
Die Nachforschungen der Amicale de Mauthausen ergaben, dass 198.000 Personen aus 25 Nationalitäten ins Konzentrationslager Mauthausen deportiert worden waren, davon knapp 10.000 Franzosen. 118.000 starben im KZ Mauthausen unter den unmenschlichen Arbeitsbedingungen oder wurden in einer im Lager installierten Gaskammer ermordet. Vor allem in den Nachkriegsjahren, aber auch heute noch, hilft die Amicale den Familien der „Verschwundenen“ (Vermissten) oder deren Kindern.
Mittlerweile erinnert die Amicale bereits 60 Jahre lang an die Verbrechen des Nationalsozialismus. Sie tritt vor allem bei verschiedenen internationalen Veranstaltungen auf, wie zum Beispiel Gedenkfeiern zur Erinnerung an die Befreiung von Mauthausen. Auch werden diverse Reisen nach Mauthausen veranstaltet.

## Struktur
Im Jahr 2000 fand quasi offiziell ein Generationenwechsel statt. Aufgrund ihres Alters übergaben die Überlebenden des Lagers ihre Funktionen in der Amicale an ihre Kinder. Dennoch arbeiten immer noch ungefähr 500 Deportierte und deren Familien im Verein mit, um an ihr Leiden zu erinnern.
Die französische Amicale ist Mitglied des Comité International de Mauthausen und hat 1.700 Mitglieder. Ihr Sitz befindet sich in Paris, doch auch in vielen Departements gibt es zahlreiche Mitglieder.

## Österreichischer Gedenkdienst
In ihrem Hauptsitz in Paris kann auch statt des in vielen Ländern vorgeschriebenen Militärdienstes von Österreichern der Österreichische Gedenkdienst geleistet werden.
Am 1. September 2008 trat der erste österreichische Gedenkdiener seinen Dienst in Paris an.